# Jarny
Jarny és un municipi francès situat al departament de Meurthe i Mosel·la i a la regió del Gran Est. L'any 2007 tenia 8.447 habitants.

## Demografia

### Població
El 2007 la població de fet de Jarny era de 8.447 persones. Hi havia 3.673 famílies, de les quals 1.244 eren unipersonals (404 homes vivint sols i 840 dones vivint soles), 1.084 parelles sense fills, 969 parelles amb fills i 376 famílies monoparentals amb fills.
La població ha evolucionat segons el següent gràfic:
Habitants censats

### Habitatges
El 2007 hi havia 3.979 habitatges, 3.727 eren l'habitatge principal de la família, 17 eren segones residències i 235 estaven desocupats. 2.522 eren cases i 1.406 eren apartaments. Dels 3.727 habitatges principals, 2.100 estaven ocupats pels seus propietaris, 1.572 estaven llogats i ocupats pels llogaters i 55 estaven cedits a títol gratuït; 72 tenien una cambra, 341 en tenien dues, 756 en tenien tres, 1.056 en tenien quatre i 1.502 en tenien cinc o més. 2.358 habitatges disposaven pel capbaix d'una plaça de pàrquing. A 1.811 habitatges hi havia un automòbil i a 1.231 n'hi havia dos o més.

### Piràmide de població
La piràmide de població per edats i sexe el 2009 era:
| Homes | Edats   | Dones |
| ----- | ------- | ----- |
| 0     | 95 o +  | 12    |
| 4     | 90 a 94 | 24    |
| 44    | 85 a 89 | 92    |
| 28    | 80 a 84 | 112   |
| 176   | 75 a 79 | 228   |
| 232   | 70 a 74 | 336   |
| 212   | 65 a 69 | 256   |
| 204   | 60 a 64 | 224   |
| 136   | 55 a 59 | 220   |
| 292   | 50 a 54 | 272   |
| 276   | 45 a 49 | 252   |
| 348   | 40 a 44 | 256   |
| 312   | 35 a 39 | 324   |
| 248   | 30 a 34 | 320   |
| 280   | 25 a 29 | 228   |
| 192   | 20 a 24 | 216   |
| 268   | 15 a 19 | 288   |
| 288   | 10 a 14 | 324   |
| 252   | 5 a 9   | 204   |
| 180   | 0 a 4   | 184   |

## Economia
El 2007 la població en edat de treballar era de 5.399 persones, 3.835 eren actives i 1.564 eren inactives. De les 3.835 persones actives 3.357 estaven ocupades (1.848 homes i 1.509 dones) i 478 estaven aturades (210 homes i 268 dones). De les 1.564 persones inactives 529 estaven jubilades, 464 estaven estudiant i 571 estaven classificades com a «altres inactius».

### Ingressos
El 2009 a Jarny hi havia 3.744 unitats fiscals que integraven 8.332,5 persones, la mediana anual d'ingressos fiscals per persona era de 16.538 €.

### Activitats econòmiques
Dels 342 establiments que hi havia el 2007, 6 eren d'empreses extractives, 8 d'empreses alimentàries, 1 d'una empresa de fabricació de material elèctric, 1 d'una empresa de fabricació d'elements pel transport, 9 d'empreses de fabricació d'altres productes industrials, 37 d'empreses de construcció, 81 d'empreses de comerç i reparació d'automòbils, 19 d'empreses de transport, 28 d'empreses d'hostatgeria i restauració, 2 d'empreses d'informació i comunicació, 23 d'empreses financeres, 20 d'empreses immobiliàries, 28 d'empreses de serveis, 46 d'entitats de l'administració pública i 33 d'empreses classificades com a «altres activitats de serveis».
Dels 105 establiments de servei als particulars que hi havia el 2009, 1 era una oficina d'administració d'Hisenda pública, 1 gendarmeria, 1 oficina de correu, 9 oficines bancàries, 3 tallers de reparació d'automòbils i de material agrícola, 1 taller d'inspecció tècnica de vehicles, 4 autoescoles, 5 paletes, 7 guixaires pintors, 4 fusteries, 7 lampisteries, 4 electricistes, 1 empresa de construcció, 15 perruqueries, 1 veterinari, 21 restaurants, 10 agències immobiliàries, 1 tintoreria i 9 salons de bellesa.
Dels 35 establiments comercials que hi havia el 2009, 3 eren supermercats, 1 un supermercat, 7 fleques, 2 carnisseries, 2 llibreries, 4 botigues de roba, 4 botigues d'equipament de la llar, 2 sabateries, 1 una sabateria, 1 una botiga d'electrodomèstics, 3 botigues de material esportiu, 2 joieries i 3 floristeries.
L'any 2000 a Jarny hi havia 6 explotacions agrícoles.

## Equipaments sanitaris i escolars
El 2009 hi havia 2 centres de salut, 5 farmàcies i 3 ambulàncies.
El 2009 hi havia 4 escoles maternals i 5 escoles elementals. A Jarny hi havia 2 col·legis d'educació secundària i 1 liceu d'ensenyament general. Als col·legis d'educació secundària hi havia 1.034 alumnes i als liceus d'ensenyament general 1.066.

## Poblacions més properes
El següent diagrama mostra les poblacions més properes.